# Публичная дипломатия Украины
Публичная дипломатия Украины (ПДУ) — это инструмент внешней политики Украины, направленный на продвижение привлекательного образа государства за рубежом путем коммуникации на уровне общественности других стран. Включает в себя использование культурной дипломатии, социальных медиа, сотрудничество с негосударственными организациями и украинской диаспорой, создание и продвижение государственной марки и тому подобное. Толчком для активизации украинской публичной дипломатии стало противодействие российской вооруженной агрессии против Украины и информационной войне, поиск Украина иностранной поддержки, а также процесс европейской и евроатлантической интеграции Украины.

## Субъекты публичной дипломатии Украины
Главным институтом разработки и реализации публичной дипломатии в Украине Управление публичной дипломатии Министерства иностранных дел Украины, которое было создано в 2015 году. Основные задачи Управления: развитие отношений с общественностью, общественными объединениями и медиа других стран и Украины; реализация имиджевых, культурных и информационных проектов Украины за рубежом координация мероприятий других органов исполнительной власти в этих сферах. Сейчас подразделение называется Департамент публичной дипломатии. Он состоит из трёх отделов: отдел культурной дипломатии, отдел имиджевых проектов и отдел связей с медиа. Департамент имеет свою официальную страницу в Фейсбуке. Важную роль в продвижении культурной составляющей публичной дипломатии Украины играет Украинский институт вместе со специальными учреждениями Министерства культуры Украины — Украинский культурным фондом и Украинским институтом книги, которые занимаются продвижением украинской культуры и её интеграции в мировое культурное пространство. Успешным опытом использования культурной дипломатии можно назвать Год культуры Австрия-Украина 2019, в рамках которого в обеих странах были организованы и проведены ряд мероприятий во многих областях культуры и искусства. С 2006 года при зарубежных дипломатических учреждениях Украины работает 31 культурно-информационный центр, которые занимаются распространением информации об Украине в стране пребывания. Мощным провайдером продвижения культуры Украины выступают украинские экспатрианты (общины Украинской диаспоры и активисты новой волны волонтёрской поддержки событий, связанных с революцией достоинства и военными действиями на Востоке Украины). В 2013—2015 годах «последней волной» украинской диаспоры за рубежом было основано около 50 волонтёрских движений. Украинской диаспорой также была создана сеть Global Ukraine, основной целью которой является объединение творческих, интеллектуальных и финансовых ресурсов Украинской мира, с целью содействия их усилиям по созданию экстерриториального украинского пространства, где ведущие украинские организации, независимые лидеры и эксперты продвигают интересы Украины на глобальном уровне.

## Тематические документы
Важную роль в продвижении культурной составляющей публичной дипломатии Украины играет Украинский институт вместе со специальными учреждениями Министерства культуры Украны — Украинский культурным фондом и Украинским институтом книги, которые занимаются продвижением украинской культуры и ее интеграции в мировое культурное пространство. Успешным опытом использования культурной дипломатии можно назвать Год культуры Австрия-Украина 2019, в рамках которого в обеих странах были организованы и проведены ряд мероприятий во многих областях культуры и искусства.
С 2006 года при зарубежных дипломатических учреждениях Украины работает 31 культурно-информационный центр, которые занимаются распространением информации об Украине в стране пребывания.
Сейчас подразделение называется Департамент публичной дипломатии. Он состоит из ти отделов: отдел культурной дипломатии, отдел имиджевых проектов и отдел связей с медиа. Департамент имеет свою официальную страницу в Фейсбуке .
Мощным провайдером продвижения культуры Украины выступают украинские экспатрианты (общины Украинской диаспоры и активисты новой волны волонтерской поддержки событий, связанных с революцией достоинства и военными действиями на Востоке Украины). В 2013—2015 годах «последней волной» украинской диаспоры за рубежом было основано около 50 волонтерских движений.
Украинской диаспорой также была создана сеть Global Ukraine, основной целью которой является объединение творческих, интеллектуальных и финансовых ресурсов Украинской мира, с целью содействия их усилиям по созданию экстерриториального украинского пространства, где ведущие украинские организации, независимые лидеры и эксперты продвигают интересы Украины на глобальном уровне.
Главным институтом разработки и реализации публичной дипломатии в Украине Управление публичной дипломатии при Министерстве иностранных дел Украины, которое было создано в 2015 году. Основные задачи Управления:

## Бренд Украины
- развитие отношений с общественностью, общественными объединениями и медиа других стран и Украины;
- реализация имиджевых, культурных и информационных проектов Украины за рубежом;
- координация мероприятий других органов исполнительной власти в этих сферах[6].

Стратегия устойчивого развития «Украина-2020»
Целью Доктрины является уточнение принципов формирования и реализации государственной информационной политики, прежде всего по противодействию разрушительному информационном влияния Российской Федерации в условиях развязанной ею гибридной войны. В Доктрине, в частности, указываются такие принципы, как (одобрена распоряжением Кабинета Министров Украины от 11 октября 2016 № 739-р, утверждена Указом Президента Украины от 25 февраля 2017 № 47/2017):
- популяризация Украины в мировых информационных ресурсах и национальных информационных ресурсах иностранных государств, направленная на защиту его политических, экономических и социально-культурных интересов, укрепления ее национальной безопасности и восстановления территориальной целостности;
- формирование положительного имиджа Украины путем освещения объективной информации о конкурентных преимуществах, сильные стороны, весомые достижения нашего государства на мировой арене, широкие перспективы сотрудничества международного сообщества с Украиной;
- обеспечения на межведомственном уровне постоянной оперативной и скоординированной деятельности по подготовке и распространение в мировом информационном пространстве правдивой и объективной информации об Украине, в частности отдельные ее регионы, а также повышение туристической и инвестиционной привлекательности Украины[7].

В стратегии частности отмечается о необходимости создания и реализации Программы популяризации Украины в мире и продвижения интересов Украины в мировом информационном пространстве (указана как один из первоочередных приоритетов) и Программы создания бренда «Украина». (одобрена Указом Президента Украины от 12 января 2015 № 5/2015)
- формирование положительного имиджа Украины в мире, донесения оперативной, достоверной и объективной информации о событиях в Украине к международному сообществу;
- развитие системы иновещания Украины и обеспечения наличия иноязычного украинского канала в кабельных сетях и в спутниковом вещании за пределами Украины.[9]

Логотип Ukraine Now

В 2010 году компания CFC Consulting разработала первую комплексную стратегию национального брендинга «Ukraine» для Министерства иностранных дел Украины. В ее рамках было создано слоган позиционирования Украины за рубежом «Ukraine. Moving in the fast lane». Символами для брендинговой стратегии стали персонажи Спрытко и Гарнюни.
Ukraine NOW является официальным брендом Украины согласно приказу Кабинета министров Украины от 10 мая 2018 года. Концепцию с логотипом был разработан креативным агентством Banda Agency, чтобы сформировать бренд Украины в мире, привлечь в страну инвестиции и улучшить туристический потенциал. Ukraine NOW — это открытый бренд, который могут использовать все желающие. Логотипом активно пользуются правительственные учреждения и украинские предприятия.
Отзывы об этом бренде носят в основном позитивный характер, о чем свидетельствует победа агентства Banda в дизайнерском конкурсе Red Dot Award 2018 за брендинг Украины в категории Corporate Identity . Однако существует критика относительно слишком простоты и невиразноси логотипа, отсутствия общественного обсуждения .